# Moving in Secret
Moving in Secret – pierwszy album studyjny południowokoreańskiej grupy Secret, wydany 18 października 2011 roku w Korei Południowej. Osiągnął 3 pozycję na liście Gaon Chart i sprzedał się w nakładzie 16 619 egzemplarzy.

## Lista utworów
| Nr  | Tytuł                                                  | Słowa                                | Kompozycja               | Aranżacja                | Czas |
| --- | ------------------------------------------------------ | ------------------------------------ | ------------------------ | ------------------------ | ---- |
| 1.  | "Sarangeun MOVE" (kor. 사랑은 MOVE; ang. Love is Move) | Kang Ji-won, Kim Ki-bum              | Kang Ji-won, Kim Ki-bum  | Kang Ji-won              | 3:20 |
| 2.  | "Sexyhage" (kor. 섹시하게; ang. Sexy)                  | Kim Ki-bum, Marco                    | im Ki-bum, Marco         | Marco                    | 3:25 |
| 3.  | "Eutji Jom Ma" (kor. 웃지좀마; ang. Don't Laugh)       | Im Sang-hyuk, Jeon Da-un, Zinger     | Im Sang-hyuk, Jeon Da-un | Im Sang-hyuk, Jeon Da-un | 3:43 |
| 4.  | "Movie Star"                                           | Taebong-i, Ssaijyeo, Yeonpil, Zinger | Taebong-i, Ssaijyeo      | Taebong-i, Ssaijyeo      | 3:18 |
| 5.  | "AMAZINGER" (Zinger solo)                              | Marco, Zinger                        | Marco                    | Marco                    | 3:31 |
| 6.  | "Together"                                             | Twelve, Zinger                       | Dani                     | Dani                     | 3:41 |
| 7.  | "Barae" (kor. 바래; ang. I Hope)                       | Im Sang-hyuk, Jeon Da-un             | Im Sang-hyuk, Jeon Da-un | Im Sang-hyuk, Jeon Da-un | 3:39 |
| 8.  | "Bastard"                                              | Isang-in                             | Isang-in                 | Isang-in                 | 3:38 |
| 9.  | "Neverland"                                            | Inwoo                                | Park Su-seok             | Park Su-seok             | 3:31 |
| 10. | "Sarangeun MOVE" (Instrumental)                        | Kang Ji-won, Kim Ki-bum              | Kang Ji-won, Kim Ki-bum  | Kang Ji-won              | 3:20 |

## Notowania
| Lista                     | Pozycja |
| ------------------------- | ------- |
| Gaon Weekly Albums Chart  | 3       |
| Gaon Monthly Albums Chart | 10      |
| Gaon Yearly Albums Chart  | 93      |